# مورچه‌مرغ دم‌حنایی
مورچه‌مرغ دم‌حنایی (نام علمی: Drymophila genei) نام یک گونه از سرده درختچه‌دوست‌ها است.